# Carlos Quintero (ciclista)
Carlos Julián Quintero Norena (Villamaría, Caldas, 5 de março de 1986) é um ciclista profissional colombiano que atualmente corre para a equipa de Terengganu Cycling Team de categoria Continental.

## Palmarés
- 2018
  - 1 etapa da Volta à Colômbia[1]
  - 1 etapa do Clássico RCN

- 2019
  - 1 etapa da Volta às Astúrias

- 2021
- Grande Prêmio Velo Alanya
- Grande Prêmio Gündoğmuş
  - 3.º no Tour de Mevlana

## Resultados em Grandes Voltas e Campeonatos do Mundo
Durante a sua carreira desportiva tem conseguido os seguintes postos nas Grandes Voltas e nos Campeonatos do Mundo em estrada:(referência)
| Corrida            | Corrida            | 2013 | 2014  | 2015 | 2016 | 2017 | 2018 | 2019 | 2020 |
| ------------------ | ------------------ | ---- | ----- | ---- | ---- | ---- | ---- | ---- | ---- |
|                    | Giro d'Italia      | Ab.  | 117.º | —    | —    | —    | —    | —    | —    |
|                    | Tour de France     | —    | —     | —    | —    | —    | —    | —    | —    |
|                    | Volta a Espanha    | —    | —     | 92.º | —    | —    | —    | —    | —    |
| Mundial em Estrada | Mundial em Estrada | —    | Ab.   | 68.º | —    | —    | —    | —    | —    |

—: não participa

Ab.: abandono

## Equipas
- Colômbia (2012-2015)
  - Colombia-Coldeportes (2012)
  - Colombia (2013-2015)
- Coldeportes-Claro (01.01.2016-13.06.2016)
- China Continental Team of Gansu Bank (14.06.2016-2017)
- Orgullo Antioqueño (2017-2018)
- Manzana Postobón Team[2] (01.2019-05.2019)
- Ningxia Sports Lottery-Livall (06.2019-12.2019)
- Terengganu (2020-)
  - Terengganu Inc. TSG Cycling Team (2020)
  - Terengganu Cycling Team (2021-)